# دومينيك ميتشيل
دومينيك ميتشيل (بالإنجليزية: Dominic Mitchell)‏ هو كاتب سيناريو بريطاني، ولد في 20 ديسمبر 1979 في إنجلترا في المملكة المتحدة.

## وصلات خارجية
- دومينيك ميتشيل على موقع IMDb (الإنجليزية)
- دومينيك ميتشيل على موقع ألو سيني (الفرنسية)
- دومينيك ميتشيل على موقع قاعدة بيانات الفيلم (الإنجليزية)
- دومينيك ميتشيل على موقع كينوبويسك (الروسية)